# マーサ21
マーサ21（MASA21）は、岐阜県岐阜市にある大型複合商業施設（ショッピングセンター）である。
1988年（昭和63年）11月22日に開業。川島紡績（現カワボウ）が本社工場（正木工場）跡地に建設した。運営管理も開発に参画したイオンとカワボウ株式会社が行なっている。
「ふだん×モダンコミュニティ」をコンセプトとしており、ショッピング、レジャー、カルチャー、スポーツを融合した大型複合商業施設である。

## 概要
南館、北館、東館、立体駐車場などで構成されている。イオン（旧：ジャスコ）岐阜店（2代目）を中心とし、トイザらス、ディズニーストア等、125の専門店がある。 スポーツ施設として、イオン・スポーツクラブSPACE、マーサボウル（ボウリング場）。アミューズメントとして、モーリーファンタジー・fがあり、カルチャースクールも多数ある。敷地面積は60,000m2。建築面積は34,000m2。延床面積は112,000m2。店舗面積は48,000m2。駐車場は2,800台。
開業当初は南館のみであったが、1995年（平成7年）10月28日に北館を増床した。
その後、南館1階のフードコートエリアを取り壊し、2008年（平成20年）4月26日にモール型の東館を増床した上で全館改装され、リニューアルオープンした。このリニューアル以降はおおよそ7年おきに大規模なリニューアルが行われている。
1995年の北館増床リニューアルから2008年（平成20年）の東館増床リニューアルまでは、南館1階と北館3階にマクドナルドが2箇所存在した。2008年のリニューアルでマクドナルドは東館1階に移転・集約され、北館3階にあった店舗跡地は遊びの広場ジョイ・パラに集約された。その後、後述の2015年のリニューアルで丸善（コミック売場）となり、2022年のリニューアルでモーリーファンタジー・f ダイナレックスチャレンジとなった。
2010年（平成22年）10月28日には、北館2階のジャスコの売場（家具・家電・テレビゲームなど）だった場所に家電量販店のエイデンが入居し、ジャスコの北館2階売場は南館3階のジャスコの売場に移転統合された。その後、2012年（平成24年）10月1日にはブランド統一によりエディオンに名称変更された。
2011年（平成23年）3月1日には、イオングループのブランド統一に伴い、核店舗のジャスコ岐阜店がイオン岐阜店に名称変更された。
2015年には3回目となる全館改装が段階的に行われた。最初に4月23日にテナントの1階部分が改装され、「マーサ・マルシェ」のオープン、その後7月16日には北館・東館3階に岐阜県下最大級の書店「丸善」が入居、既にあったモーリーファンタジーが南館2階に開業し、元々あった北館3階のモーリーファンタジー（旧：遊びの広場ジョイ・パラ）がモーリーファンタジー・fとしてリニューアルオープンした。そして2015年9月17日には「GU」などのテナントが新たに入居しこれにて3段階に分けた全館リニューアルが完了した。
2015年（平成27年）のリニューアルに伴い、開業当初から使用されてきた赤字の「masa21」というシンボルマークから、花形のロゴマーク中央に「M」と書かれ、その下に黒字で「masa21」と書かれたシンボルマークに変更された（但し、数は少なくなったが2024年現在も館内や外観の一部に先代のシンボルマークも残っている）。
また、2021年（令和3年）から2年かけて4回目となる大規模リニューアルが段階的に行われた。最初に南東側（屋外）に2008年のリニューアル以前まであったチェリーガーデン（屋外緑化広場）が2021年（令和3年）7月22日に復活オープンし、同年10月29日には北館にあった丸善コミック売場が東館に移転統合された。2022年（令和4年）3月には店舗南西側のスポーツ棟のあった場所を取り壊し、南西平面駐車場が拡張された。
同年7月14日には開業以来長らく南館1階にあったマーサスクエア（2008年のリニューアル前まではセントラルコート）が北館1階に移転し、旧マーサスクエア跡地にはイオン岐阜店の化粧品売り場として使われるようになる。そして従来別館立体駐車場の1階にあったスポーツオーソリティ（現：メガスポーツ）が南館3階のイオン岐阜店の売場の位置に移転した。この階のイオンの売場（おもちゃ・ゲーム等）は今回のリニューアルによって閉店した南館2階のモーリーファンタジー跡地に移転した。更に北館1階にマツモトキヨシ等のテナントが新たにオープンしたほか、1995年（平成7年）に開業したトイザらスもリニューアルオープンされた。
同年10月27日には3回目のリニューアルが行われ、北館2階（同年8月21日をもって閉店したエディオン跡地）にヤマダデンキテックランド、別館立体駐車場の1階（旧スポーツオーソリティ）にホームセンターのコーナンなどがオープン、更に東館1階のマクドナルドなど一部既存の店舗もリニューアルした。
2023年（令和5年）2月23日には最後のリニューアルが行われ、県内3店舗目となる成城石井が出店したほか、フードコートも拡張リニューアルが行われ、これにて2021年から始まった4回目のリニューアルが完了した。

## 建物
- 所在地：岐阜市正木中1丁目2番1号
- 南館：鉄筋コンクリート造5階建、延床面積約50,000m2
- 北館：鉄骨鉄筋コンクリート造4階建、延床面積約24,000m2
- 立体駐車場：鉄骨造3階建、延床面積約11,000m2、駐車台数：約2,800台
- 全店舗延床面積：約112,000m2
- 営業日：年中無休

## 営業時間
- イオン食品売場：9:00 - 22:00
- イオン岐阜店：9:00 - 21:00
- マーサ21専門店街：10:00 - 21:00
- マーサ・レストラン・コート：11:00 - 22:00
- マーサボウル：10:00 - 23:00

## アクセス
- 岐阜県道77号岐阜環状線沿い。鏡島大橋方面へ北上。
- 名鉄岐阜駅、又はJR岐阜駅より岐阜バスに乗車。
  - C70系統（岐阜大学病院行き）、市内ループ線で「正木マーサ前」下車。
- 東海環状自動車道岐阜ICより約7分。

## 南館・北館・東館の区別

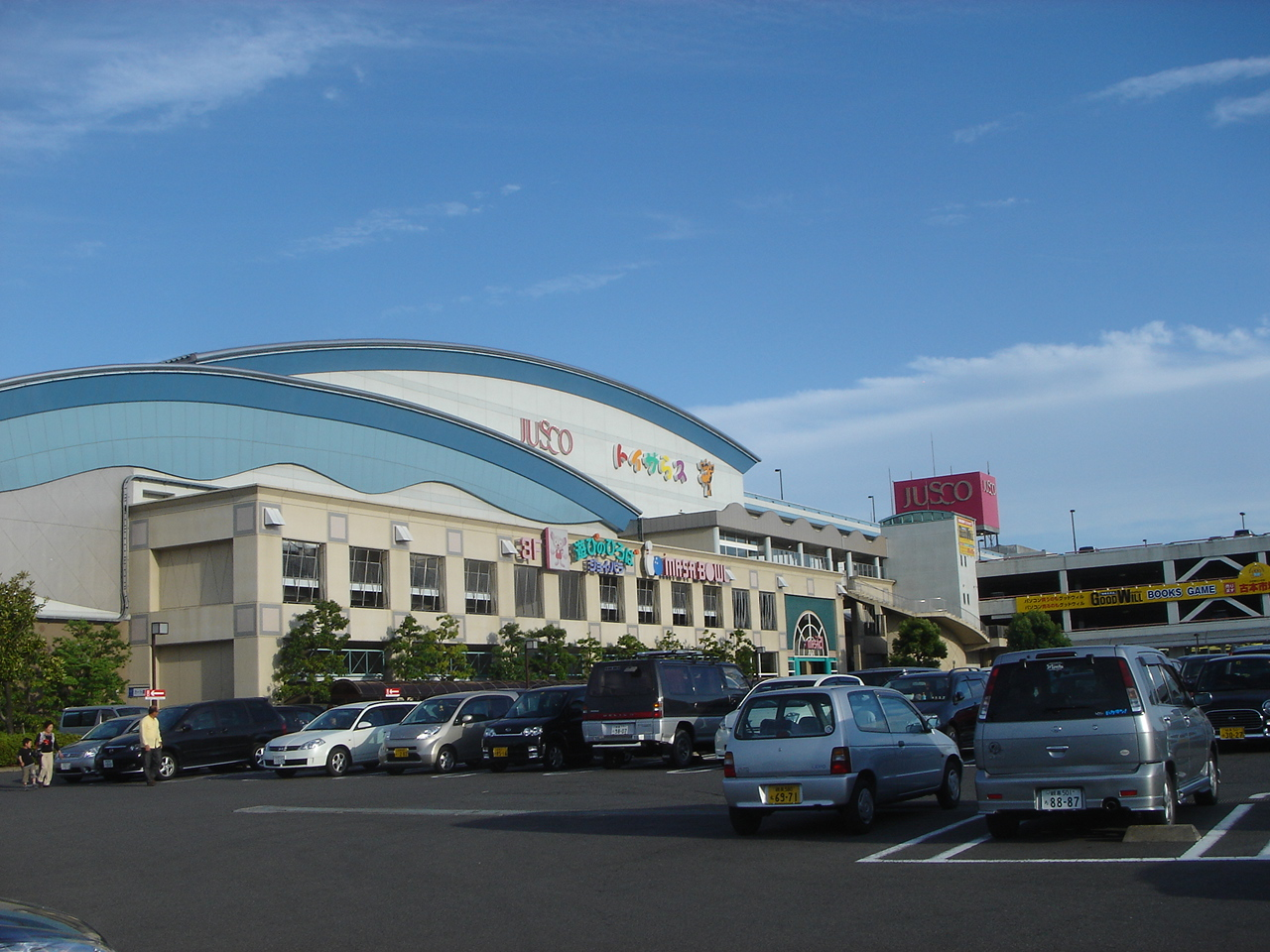
北館（2007年5月）

2008年のリニューアルまで及び2015年のリニューアル以降は、開業当初からあるイオン岐阜店などのテナント部分が「南館」、トイザらス、ヤマダデンキ、モーリーファンタジー・fなど1995年に増床された箇所が「北館」、2008年に増床されたモール型の新館は東館と区別されている。
2008年のリニューアル以前は南館、北館の区別に加え北館1階を「北館広場」、南館1階通路を「食品の街」、南館1階南東部分を「グルメプラザ」と細かくエリアが区別されていた。
しかし、2008年の東館の増床リニューアルに伴い南館・北館の区別が一時期なくなり、旧館側（南館）の通路をウエストストリート、新館側（東館）の通路をイーストストリートとし、北館1階は「北館広場」から「さくらパーク」に名称変更された。また、南館1階の「食品の街」と「グルメプラザ」はイーストストリート、ウエストストリートに統合される形で廃止された。
その後2015年のリニューアルで再び大まかには「南館」、「北館」、「東館」と区別されるようになり、2008年のリニューアル以降から使用していたイーストストリート、ウエストストリートの名称は廃止された。
一方で、北館1階の「さくらパーク」は従来通り継続して使用され、南館1階の通路を「マーサ・マルシェ」、2階の通路を「マーサ・レディス・プレイス」、北館3階部分を「マーサ・メリーゴーランド・プレイス」、東館1階フードコート部分を「マーサ・フード・コート」、3階レストラン付近を「マーサ・レストラン・コート」というように2008年のリニューアル以前のように再び細かく通路、エリアの名称を使用されるようになった。
南館1階（2022年のリニューアル以降は北館1階）の「マーサスクエア」は2008年のリニューアルまでは「セントラルコート」という名称だった。
2022年、開業以来長らく南館1階にあったマーサスクエアが北館1階に移転したことによってエリアの名称「北館広場」→「さくらパーク」が廃止された。

## その他
マーサ21内の宝くじ売り場は、この数年高額当選が多くあり雑誌などでも紹介されている。
岐阜県立岐阜商業高等学校が設立した企業・GIFUSHOの本社がマーサ21に置かれている。
岐阜県出身のタレントである堀未央奈や声優の上間江望が幼少期や学生時代に通っていたことを語っている。